# Secret Love
Secret Love ist ein Song von Sammy Fain (Musik) und Paul Francis Webster (Text), der 1953 veröffentlicht und ein Nummer-eins-Hit für Doris Day wurde.
Fain und Webster schrieben Secret Love für den komödiantischen und musikalischen Western Schwere Colts in zarter Hand (Originaltitel: Calamity Jane, 1953, Regie: David Butler), mit Doris Day (als Calamity Jane) und Howard Keel in den Hauptrollen. Secret Love wird in dem Film von Doris Day vorgestellt.

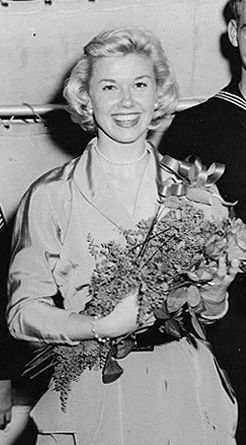
Doris Day an Bord der Juneau, um 1953

Das Lied erhielt 1954 einen Oscar in der Kategorie Bester Song. Die beiden ersten Zeilen des Lieds lauten: Once I had a secret love / That lived within the heart of me.
Die Fain/Webster-Ballade Secret Love wurde zu einem der größten Top-Hits dieses Jahrzehnts.
Mit der Schallplatte (Columbia 4-40108) gelangte Doris Day 1954 in den Vereinigten Staaten auf sowohl auf #1 der Billboard als auch der Cash Box Charts. In Großbritannien stand der Song im April 1954 eine Woche auf #1 der britischen Hitparade (10. April – 16. April), insgesamt 9 Wochen.
Zahlreiche Coverversionen von Secret Love wurden in den 1950er-Jahren eingespielt, u. a. von Ray Anthony (Capitol 2678), Slim Whitman (Imperial 8223, #2), The Moonglows (Chance 68), Gordon Jenkins (Brunswick 05285), Frank Sinatra, Spike Jones, The Orioles (Jubilee), Lita Roza (Decca F10.277) und Billy Eckstine. Im Bereich des Jazz nahmen in dieser Zeit auch Eddie Lockjaw Davis, Eddie Heywood, George Duke, Rusty Bryant, Ralph Flanagan, Caterina Valente, Ahmad Jamal, Jonah Jones, Ted Heath, Dave McKenna, Neal Hefti, Johnny Hammond Smith, John Serry senior (Dot DLP-3024 und Versailles 90 M 178), Count Basie und Maynard Ferguson den Song auf, was ihn auch zu einem Jazzstandard machte; Tom Lord listet 452 Versionen des Songs.
In den 1960er-Jahren nahmen u. a. auch George Bean (Decca F11.762), Freddy Fender (ABC Dot 17585), Connie Francis, Richard „Groove“ Holmes (Pacific Jazz 88130), Kathy Kirby (Decca F11.759), Billy Stewart (Chess 1978), Andy Williams, The Chiffons und Kim Weston/Marvin Gaye den Song auf.